# 奥斯曼·本·阿凡
奥斯曼·本·阿凡（阿拉伯语： ʿUthmān ibn ʿAffān，約574年－656年6月17日）為伊斯蘭教歷史上的四大哈里发之中的第三代哈里發，於644年至656年在位。

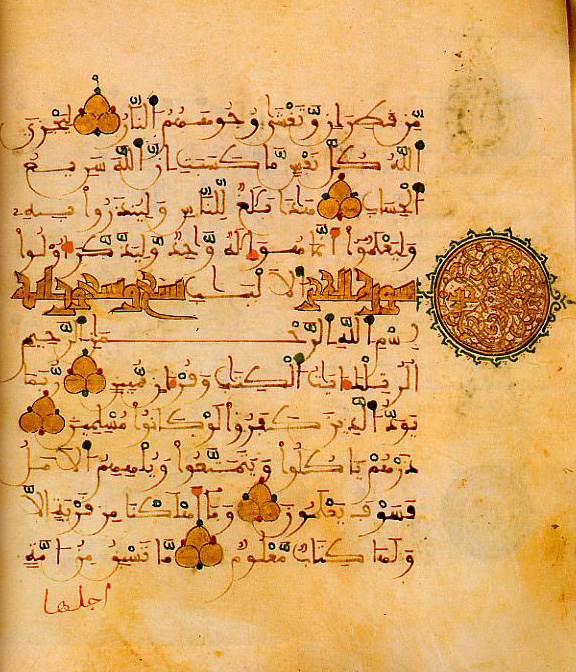
古蘭經，該書的標準版是由奧斯曼所編訂

## 生平
奥斯曼出身於麥加古萊什氏族中的奧瑪亞家族，父親阿凡·本·阿比·阿拉斯是奧瑪亞·本·阿布德·沙姆斯的孫子。在以堂叔阿布·苏富扬為代表的大部分奧瑪亞家族成員激烈反對穆罕默德傳佈伊斯蘭教時，奧斯曼卻是穆罕默德最初的信徒和最親密的戰友之一。奧斯曼迎娶了穆罕默德的兩個女兒，魯奎雅和烏姆·庫爾圖姆。當穆罕默德被迫離開麥加後，奧斯曼和妻子參加了穆斯林向埃塞俄比亞的移民（當時移民的穆斯林家庭共有十五個），以及後來向麥地那的移民。

### 哈里发
644年11月3日第二任哈里發歐瑪爾被一名波斯釋奴刺殺身亡之後，奧斯曼則被推舉為第三代哈里發。他的執政時期的特點是，大量任用倭馬亞家族成員擔任要職。奥斯曼的堂侄、大馬士革總督穆阿威葉在奥斯曼任哈里發時成為整個敘利亞的總督。在奧斯曼統治時期，最後編訂了伊斯蘭教的聖典《古蘭經》。然而，什葉派一直否認奧斯曼對《古蘭經》定型的功績。什葉派認為，《古蘭經》中原有的許多關於先知穆聖的堂弟兼女婿、也是什葉派的第一代伊瑪目阿里的篇章由於奧斯曼的偏見而被删改了。
在奥斯曼執政时代，阿拉伯游騎兵仍然所向無敵。據守伊朗的薩珊王朝被消滅了；在歐瑪爾時代征服北非的將領阿邁爾·伊本·阿斯挫败了東羅馬帝國奪回埃及的計劃。高加索地區和塞浦路斯也在軍事壓力下成為伊斯蘭世界的一部份。

### 遇刺
雖然奥斯曼任內消滅了據守波斯的薩珊王朝，將阿拉伯帝國的版圖大為擴張，並且編纂成伊斯蘭教的聖典《古蘭經》而有不小的貢獻，但是奧斯曼也因為用人唯親而引發周遭人士的不滿。656年，來自伊拉克和埃及的宗教激進分子组成的刺客集團於麥地那包圍了奧斯曼的住所。6月17日，奥斯曼被一群破門而入的刺客杀死。當奥斯曼被刺時，他正在閱讀《古蘭經》。
在奥斯曼遇刺後，其堂侄穆阿威葉反對先知的堂弟阿里成為新一任哈里發；他公開展示奧斯曼的血衣，暗示阿里是刺殺奧斯曼的幕后主使。奥斯曼的遺體則被安放在麥地那。
| 奥斯曼·本·阿凡 四大哈里發出生于：574年逝世於：656年 | 奥斯曼·本·阿凡 四大哈里發出生于：574年逝世於：656年 | 奥斯曼·本·阿凡 四大哈里發出生于：574年逝世於：656年 |
| 伊斯蘭教遜尼派頭銜                                  | 伊斯蘭教遜尼派頭銜                                  | 伊斯蘭教遜尼派頭銜                                  |
| --------------------------------------------------- | --------------------------------------------------- | --------------------------------------------------- |
| 前任者： 歐麥爾一世                                 | 伊斯蘭教第三代哈里發 644年－656年                   | 繼任者： 阿里一世                                   |